# Sedriano
Sedriano – miejscowość i gmina we Włoszech, w regionie Lombardia, w prowincji Mediolan.
Według danych na rok 2004 gminę zamieszkiwało 10 127 osób, 1446,7 os./km².